# Aristolochia flava
Aristolochia flava är en piprankeväxtart som beskrevs av O. Poncy. Aristolochia flava ingår i släktet piprankor, och familjen piprankeväxter. Inga underarter finns listade i Catalogue of Life.